# Hernando Zuleta González
Hernando Zuleta González (Bogotá) es un economista, escritor, académico y consultor colombiano.
Zuleta trabajó como consultor en el Departamento Nacional de Planeación y en el Banco de la República durante los años 90, y luego se dedicó a la enseñanza. Actualmente es el decano de la Facultad de Economía de la Universidad de los Andes, universidad a la que está vinculado laboralmente, y de la que es uno de sus egresados.

## Familia
Hernando es miembro de la aristocracia bogotana, siendo sus padres el político conservador Hernando Zuleta Holguín (exgobernador de Cundinamarca) y Ana María González Carreño. Sus hermanos son Rodrigo, María José, María Margarita "Paca", Pablo y Antonio Zuleta González.
Su padre era sobrino del diplomático español de ascendencia colombiana Eduardo Zuleta Ángel y nieto del médico y empresario Eduardo Zuleta Gaviria, por un lado; y nieto del expresidente Carlos Holguín Mallarino y su esposa Margarita Caro Tobar, y sobrino nieto del expresidente Miguel Antonio Caro, por otro lado. Los tíos abuelos de su padre eran Álvaro, Hernando, Clemencia (primera dama por su matrimonio con el expresidente Roberto Urdaneta) y Margarita Holguín y Caro.

## Obras
- Economía y seguridad en el postconflicto (2016)
- Crecimiento económico e innovaciones sesgadas (2016)
- Crecimiento económico en tiempo discreto (2020)
- Coca, cocaína y violencia (2022)